# 戴爾文·湯瑪斯
戴爾文·湯瑪斯（1978年9月30日—）為美國男子籃球運動員。2001年湯瑪斯離開白求恩-庫克曼大學以後先在德國地區聯賽度過一年，接者輾轉多明尼加、波多黎各、美國籃球協會、世界籃球聯賽，2006年8月與芬蘭球隊坦佩雷皮林托完成簽約。東森羚羊由於第3季SBL超級籃球聯賽的排名位居倒數第二，第4季SBL可報名洋將參賽，球隊選擇找來湯瑪斯助陣。季初湯瑪斯因膝傷缺席六場比賽，於2007年4月10日湯瑪斯因前一週三場比賽的場均表現為20分、12.3籃板、2助攻、3阻攻獲選單週最佳鬥士。4月18日，湯瑪斯再以場均18.5分、10.5籃板、2阻攻、5抄截的表現蟬聯單週最佳鬥士。最終第4季SBL湯瑪斯繳出場均17.3分、9.6籃板、2阻攻的成績單。第7季SBL開打前台灣啤酒找來湯瑪斯替換艾瑞克·希克斯。湯瑪斯在台灣啤酒的月薪為9000美元，2010年2月7日為湯瑪斯在SBL的最終戰，該場賽事湯瑪斯拿下33分與11籃板。

## 外部連結
- 戴爾文·湯瑪斯在Sports-Reference.com（NCAA）（英语）
- 戴爾文·湯瑪斯在Eurobasket.com（球員）（英语）